# Sassolin
Sassolin ist ein eher selten vorkommendes Mineral aus der Mineralklasse der Borate (ehemals Oxide und Hydroxide, siehe Klassifikation) mit der chemischen Zusammensetzung B(OH)3 und ist damit die natürlich auftretende Form der Orthoborsäure.
Sassolin kristallisiert im triklinen Kristallsystem und entwickelt überwiegend farblose und durchsichtige Kristalle mit plättchen- bis tafelförmigem, pseudohexagonalem Habitus. Durch Verunreinigung mit Schwefel kann er auch eine gelbe und mit Eisenoxiden eine braune Farbe annehmen. Seine Strichfarbe ist jedoch immer weiß.

## Etymologie und Geschichte
Der Name Sassolin leitet sich von dem Fundort und der heutigen Typlokalität Sasso nahe Larderello in der italienischen Region Toskana ab, die im so genannten Tal des Teufels (ital. valle del diavolo) liegt. Diese geothermisch sehr aktive Region zeichnet sich durch zahlreiche schwefel- und borhaltige Fumarolen aus, die so genannten Soffionen.
Freie Borsäure (auch Boraxsäure oder Natürliches Sedativsalz) wurde erstmals durch Hubert Franz Hoefer (1728–1795) erwähnt, der sie in „siedend heißen Bergquellen der Lagone di Monte rotondo (auch Cherchiajo) und dem Lagone di Castel nuovo“ fand. Die später als Sassolin bezeichnete freie Borsäure wurde durch Paolo Mascagni an den Rändern der heißen Quelle bei Sasso, genauer Sasso Pisano in der Gemeinde Castelnuovo di Val di Cecina in der Toskana entdeckt. Den Namen Sassolin nach der Typlokalität des Minerals prägte 1800 Dietrich Ludwig Gustav Karsten. Die chemische Untersuchung führte 1802 Martin Heinrich Klaproth durch.
Da der Sassolin (englisch Sassolite) bereits lange vor der Gründung der International Mineralogical Association (IMA) bekannt und als eigenständige Mineralart anerkannt war, wurde dies von ihrer Commission on New Minerals, Nomenclature and Classification (CNMNC) übernommen und bezeichnet den Sassolin als sogenanntes „grandfathered“ (G) Mineral. Die seit 2021 ebenfalls von der IMA/CNMNC anerkannte Kurzbezeichnung (auch Mineral-Symbol) von Sassolin lautet „Sso“.

## Klassifikation
Bereits in der zuletzt 1977 überarbeiteten 8. Auflage der Mineralsystematik nach Strunz gehörte der Sassolin zur Mineralklasse der „Oxide und Hydroxide“ und dort zur Abteilung „Hydroxide“, wo er als alleiniges Mitglied eine unbenannte Gruppe mit der Systemnummer IV/F.01 bildete.
In der zuletzt 2018 überarbeiteten Lapis-Systematik nach Stefan Weiß, die formal auf der alten Systematik von Karl Hugo Strunz in der 8. Auflage basiert, erhielt das Mineral die System- und Mineral-Nr. IV/F.01-010. Dies entspricht ebenfalls der Klasse der „Oxide und Hydroxide“, dort allerdings der neu definierten Abteilung „Hydroxide und oxidische Hydrate (wasserhaltige Oxide mit Schichtstruktur)“, wo Sassolin zusammen mit Behoit und Klinobehoit eine unbenannte Gruppe mit der Systemnummer IV/F.01 bildet.
Die von der International Mineralogical Association (IMA) zuletzt 2009 aktualisierte 9. Auflage der Strunz’schen Mineralsystematik ordnet den Sassolin in die neu definierte Klasse der „Borate“ und dort in die Abteilung der „Monoborate“ ein. Diese ist weiter unterteilt nach der möglichen Anwesenheit zusätzlicher Anionen und der Kristallstruktur der Boratkomplexe, so dass das Mineral entsprechend seiner Zusammensetzung in der Unterabteilung „BO3 ohne zusätzliche Anionen; 1(Δ)“ zu finden ist, wo es als einziges Mitglied eine unbenannte Gruppe mit der Systemnummer 6.AA.05 bildet.
In der vorwiegend im englischen Sprachraum gebräuchlichen Systematik der Minerale nach Dana hat Sassolin die System- und Mineralnummer 24.03.01.01. Das entspricht der Klasse der „Carbonate, Nitrate und Borate“ und dort der Abteilung „Wasserfreie Borate“. Hier findet er sich innerhalb der Unterabteilung „Wasserfreie Borate mit (A)m(B)n[XO3]p“ als einziges Mitglied in einer unbenannten Gruppe mit der Systemnummer 24.03.01.

## Kristallstruktur
Sassolin kristallisiert im triklinen Kristallsystem in der Raumgruppe P1 (Raumgruppen-Nr. 2) mit den Gitterparametern a = 709 pm, b = 704 pm, c = 635 pm; α = 92,49°, β = 101,46° und γ = 119,76° sowie vier Formeleinheiten pro Elementarzelle.
Die Kristallstruktur weist einen ausgeprägten schichtartigen Charakter auf. Die einzelnen, trigonal-planar (siehe auch VSEPR-Modell) aufgebauten Borsäure-Moleküle sind senkrecht zur kristallographischen c-Achse ([001]) ausgerichtet und bilden über Wasserstoffbrückenbindungen Schichten parallel der (001)-Ebene (ab-Ebene). Zwischen diesen Schichten bestehen nur sehr schwache intermolekulare Wechselwirkungen, wodurch sich auch die vollkommene Spaltbarkeit parallel der (001)-Ebene und die sehr geringe Mohshärte von 1 erklärt.

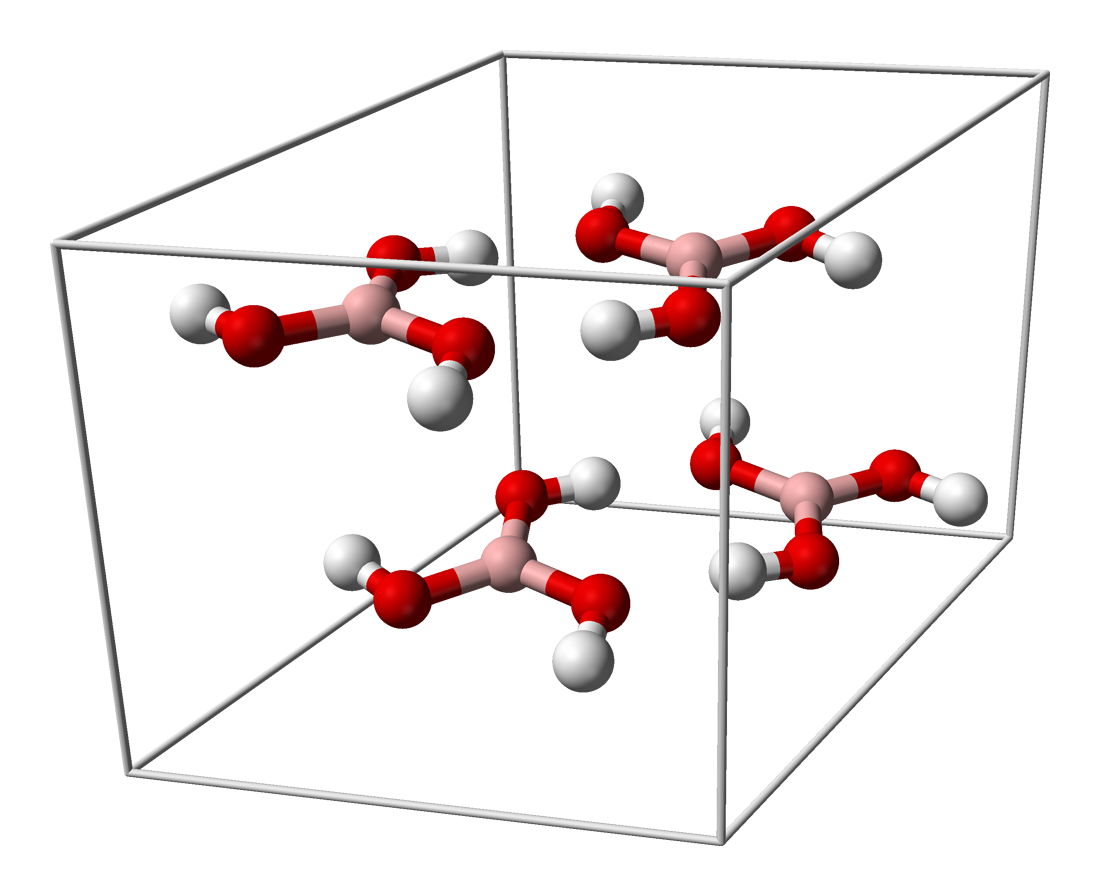
Elementarzelle von Sassolin
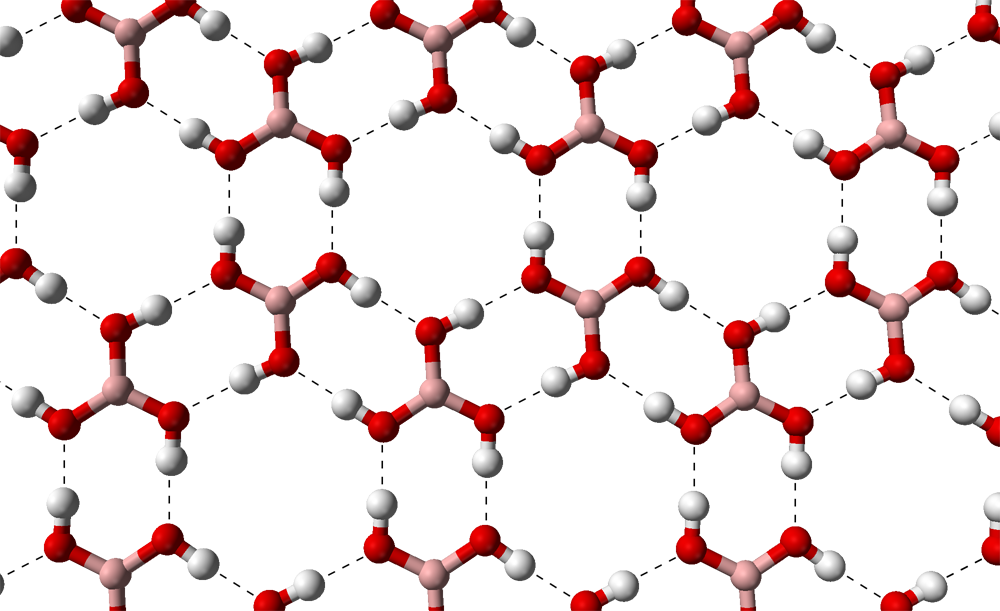
Blick entlang der c-Achse auf die Schichten aus Borsäuremolekülen

## Eigenschaften

### Chemische und physikalische Eigenschaften
Sassolin ist leicht löslich in Wasser und hat einen salzigen bis bitteren Geschmack. Unter kurzwelligem UV-Licht zeigen manche Sassoline eine blaue Fluoreszenz.

### Morphologie
Sassolin kristallisiert gewöhnlich in Form von schuppenartigen Plättchen mit einer pseudohexagonalen Symmetrie. Dieser sechseckige Querschnitt der Plättchen wird einerseits durch den nahe bei 120° liegenden γ-Winkel, andererseits auch durch die starke Tendenz zur Zwillingsbildung der Kristalle verursacht, wobei mehrere Individuen makroskopisch als ein Kristall erscheinen. Die Kristalle erreichen eine Größe von bis zu 5 mm. Seltener sind nadelförmige Kristalle, die stalaktitartig, an Gesteinsoberflächen hängend, wachsen.

## Bildung und Fundorte

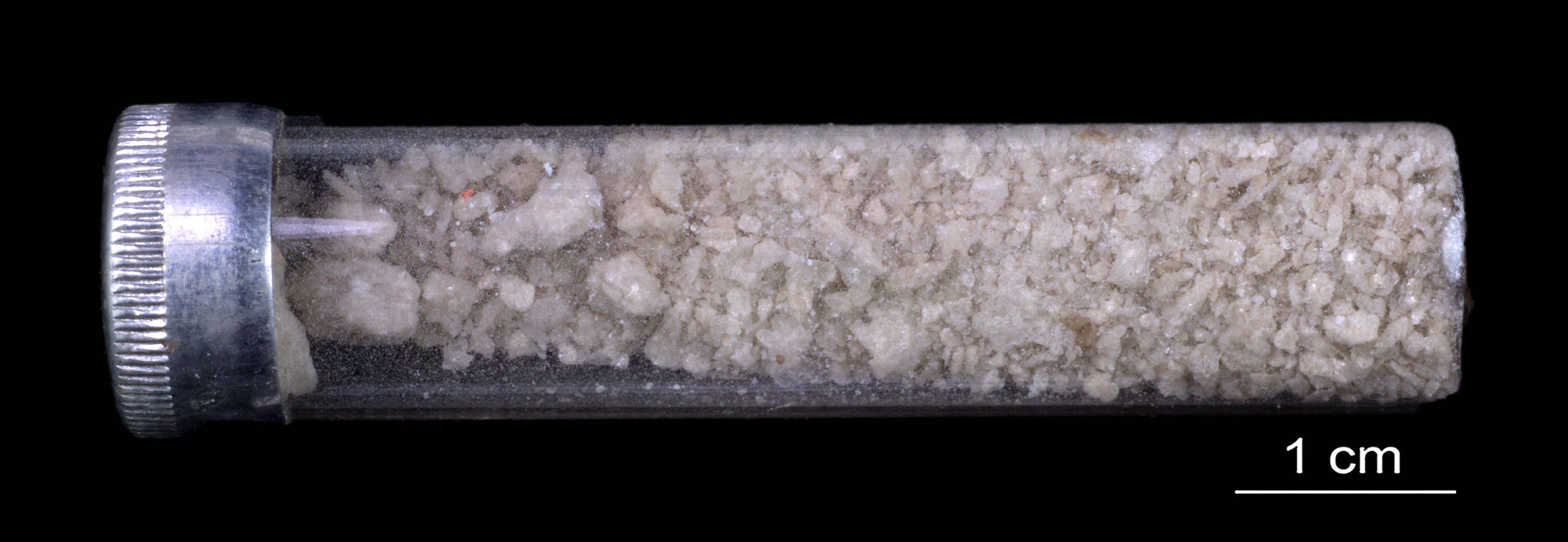
Versiegelte Probe mit farblosem bis weißem Sassolin, aufbewahrt im Estnischen Museum für Naturgeschichte

Sassolin bildet sich durch Kristallisation aus kondensiertem, borsäurehaltigem Wasserdampf und findet sich gewöhnlich an Fumarolen in vulkanisch aktiven Gebieten. Bei entsprechend hohen Borsäuregehalten können in diesen Gebieten lokale Bor-Lagerstätten entstehen. Begleitende Minerale (Paragenesen) von Sassolin sind häufig gediegen Schwefel, Realgar und verschiedene Eisenoxide.
Sassolin gehört zu den seltenen Mineralbildungen und konnte daher nur an wenigen Orten nachgewiesen werden. Weltweit sind bisher rund 40 Vorkommen dokumentiert.
Neben der Typlokalität nahe Larderello findet sich Sassolin in Italien auch am Vesuv und auf den Liparischen Inseln. Als weitere Fundorte können die Region um Aachen/Nordrhein-Westfalen in Deutschland, Ladakh in Indien, die Region um Kagoshima in Japan, die Halbinsel Kamtschatka in Russland, sowie Death Valley/Kalifornien, Yellowstone-Nationalpark/Wyoming und Washoe County/Nevada in den USA genannt werden.

## Vorsichtsmaßnahmen
Da Borsäure als reproduktionstoxisch, d. h. „fruchtschädigend“ und „Fruchtbarkeit beeinträchtigend“, gilt, sollten Mineralproben in staubdichten Behältern aufbewahrt und eine Aufnahme in den Körper (Inkorporation, Ingestion) auf jeden Fall verhindert und zur Sicherheit direkter Körperkontakt vermieden werden. Der Grenzwert für Stäube liegt bei 0,5 mg/m3 Bor, entsprechend 3 mg/m3 Sassolin; zum Vergleich einige allgemeine Staub-Grenzwerte.